# پرپی
پرپی (به انگلیسی: preppy) نوعی خرده‌فرهنگ آمریکایی هست که به فارغ‌التحصيلان پیش‌دانشگاهی‌های شمال شرقی ایالات متحده ارتباط دارد.

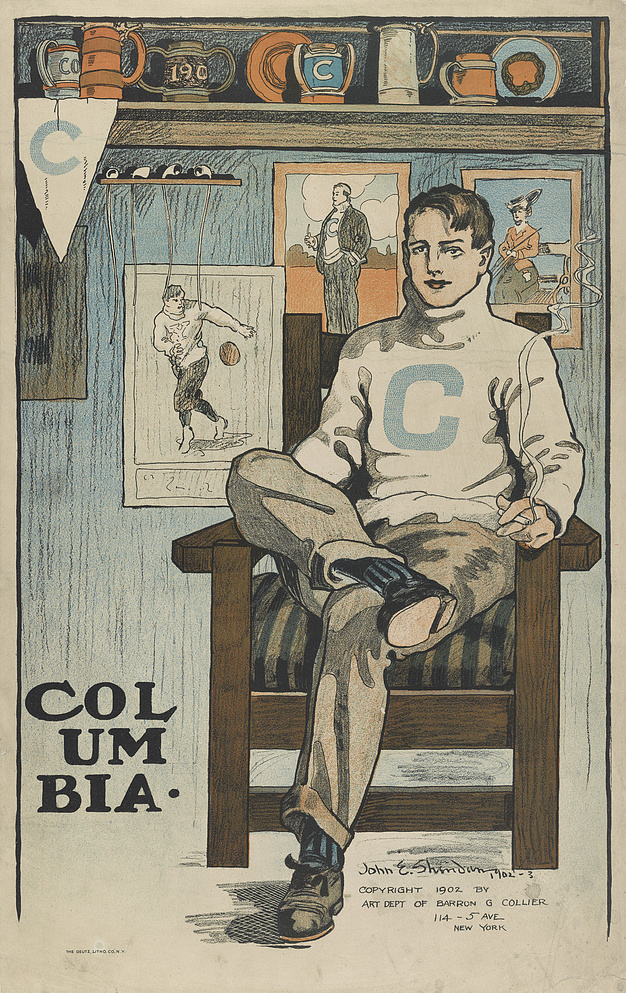
پوستر دانشجو دانشگاه کلمبیا در سال ۱۹۰۲ که عناصر کلیشه‌ای خرده‌فرهنگ پرپی را به تصویر کشیده هست.

در خرده‌فرهنگ پرپی، منش، آداب، گفتار و پوشش افراد برگرفته از فرزندان طبقه فرادست و ثروتمندان هست.

## تعریف
اصطلاح پرپی برگرفته از «preparatory school»، که به معنی پیش‌دانشگاهی هست. برخی از فرزندان طبقه فرادست و متوسط روبه‌بالا در این‌گونه مدارس تحصیل می‌کردند.  از آنجایی که غالبا هدف از شرکت در مدارس پیش‌دانشگاهی، قبولی در دانشگاه بود، به طور معمول اصطلاح پرپی به آیوی لیگ و دانشگاه‌‌های قدیمی ایالات‌متحده پیوند خورده هست.